# Moschee des ʿAmr ibn al-ʿĀs (Kairo)

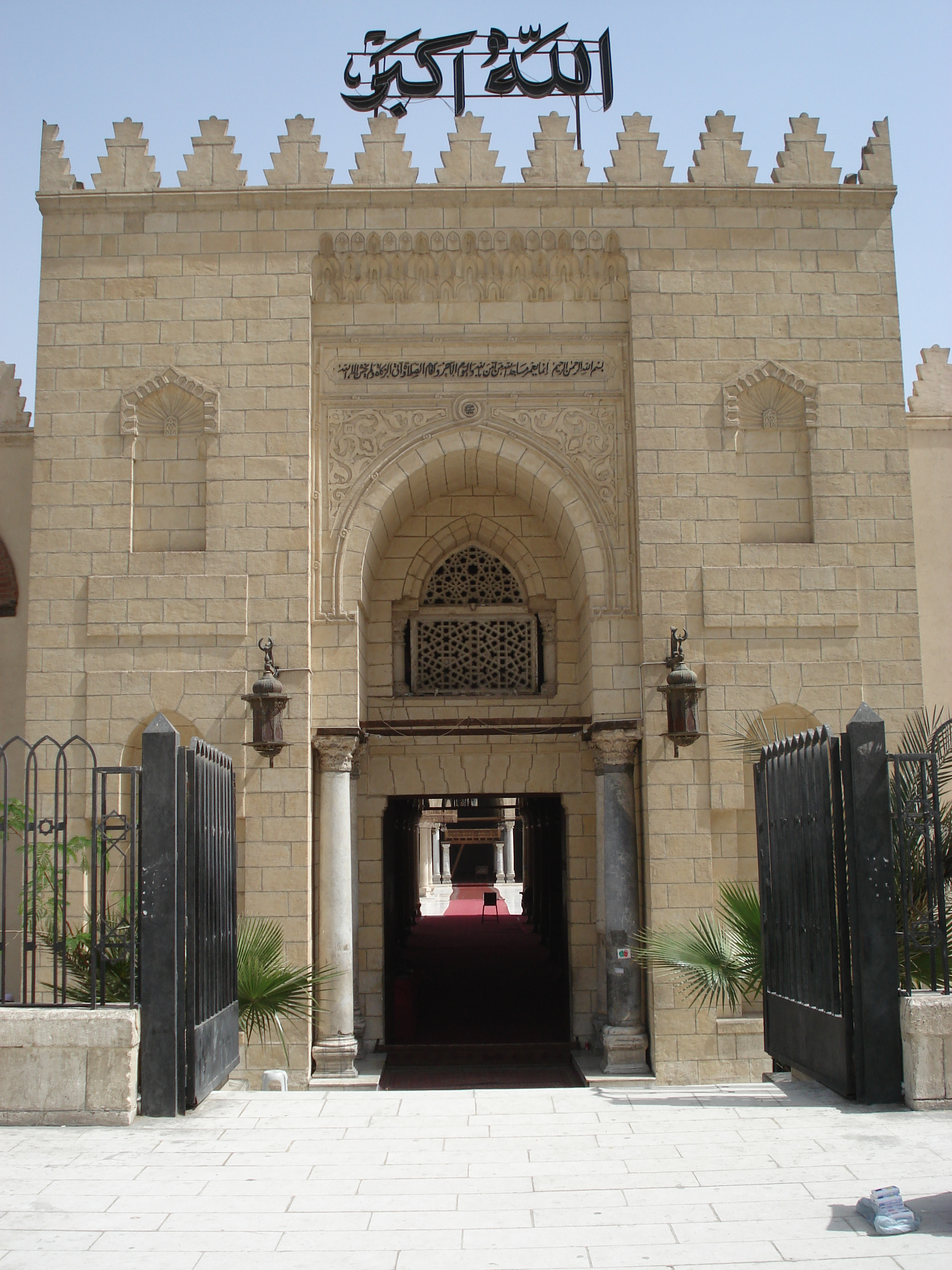
Eingang zur Moschee des ʿAmr ibn al-ʿĀs. Der Schriftzug über dem Eingang bedeutet 'Allahu Akbar'.

Die Moschee des ʿAmr ibn al-ʿĀs (arabisch جامع عمرو بن العاص, DMG Ǧāmiʿ ʿAmr b. al-ʿĀṣ; MMC 319) wurde im Jahr 642/643 (22 AH) im Norden der Festung Babylon im Bereich der neu gegründeten Stadt al-Fustat im Süden des heutigen Kairos durch den General ʿAmr ibn al-ʿĀs angelegt. Sie ist der erste Moscheebau in Ägypten und in ganz Afrika. Die Moschee wurde an der Stelle errichtet, an der sich das Zelt des Generals während der Belagerung Babylons befand. Noch im selben Jahr ließ ʿAmr ibn al-ʿĀs eine weitere Moschee in Damiette errichten. Das heutige Erscheinungsbild entspricht nicht mehr dem ursprünglichen Bau: die heutige Moschee stammt aus dem Jahr 1796.

## Lage und Entstehungsgeschichte
Im Auftrag des Kalifen ʿUmar ibn al-Chaṭṭāb griff der Feldherr ʿAmr ibn al-ʿĀṣ, aus Syrien kommend, 639 das damals byzantinische Ägypten an. Er eroberte die Festung Pelusium im Nordsinai und konnte die Schlacht bei Heliopolis für sich entscheiden. Alexandria konnte sich aber vorerst behaupten. Nachdem ʿAmr ibn al-ʿĀṣ die Kontrolle über Alexandria erringen konnte – er sicherte den Christen Religionsfreiheit zu –, legte er 643 (22 AH) nördlich der Festung Babylon/Qaṣr asch-Schamʿ sein Feldlager al-Fustat an, das allmählich zu einer Stadt ausgebaut wurde. Al-Fustat ist damit die erste arabische Stadtgründung auf ägyptischem Boden. Das Lager bzw. die Stadt lag direkt am Nil, der damals weiter östlich verlief.
Zentrum von al-Fustat war auch damals schon die Moschee des ʿAmr ibn al-ʿĀṣ, die bereits 643 errichtet wurde, mit seinem Marktviertel (Sūq).

## Baugeschichte der Moschee
Anfänglich gab es einen Ziegelbau mit den Maßen von 50 mal 30 Ellen (29 mal 17 Meter). Die Moschee hatte sechs Tore an drei Seiten, aber keinen Innenhof. Zu dieser Zeit besaß sie wohl schon eine Gebetskanzel, einen Minbar. 667 wurde sie zu einer Hofmoschee umgestaltet. 673 (55 AH) wurde sie unter dem Umayyadenkalifen Muʿāwiya I. vollständig umgestaltet und erhielt ein Minarett. 711 (92 AH) wurde die Moschee um eine konkave Gebetsnische erweitert. 827 (212 AH) besaß sie bereits die heutigen Ausmaße, vor der Gebetsnische wurden sieben Schiffe angelegt. Die vier Minarette an den Ecken, die sie damals besaß, sind nicht mehr erhalten. Beim Brand in al-Fustat 1169 (564 AH) wurde die Moschee zerstört, jedoch vier Jahre später unter Sultan Ṣalāḥ ad-Dīn (Saladin) wieder aufgebaut.
Im 18. Jahrhundert war die Moschee verfallen. Der Mamlukenführer Mūrad Bey Muḥammad ließ die Reste abreißen und 1796 einen Neubau an seiner Stelle errichten. Seitdem besitzt die Moschee nur noch sechs der ursprünglich sieben Säulenreihen. Weitere Restaurierungen wurden in der Regierungszeit von Muḥammad ʿAlī und ʿAbbās Hilmī II. sowie um 2000 ausgeführt.

## Baubeschreibung der modernen Moschee

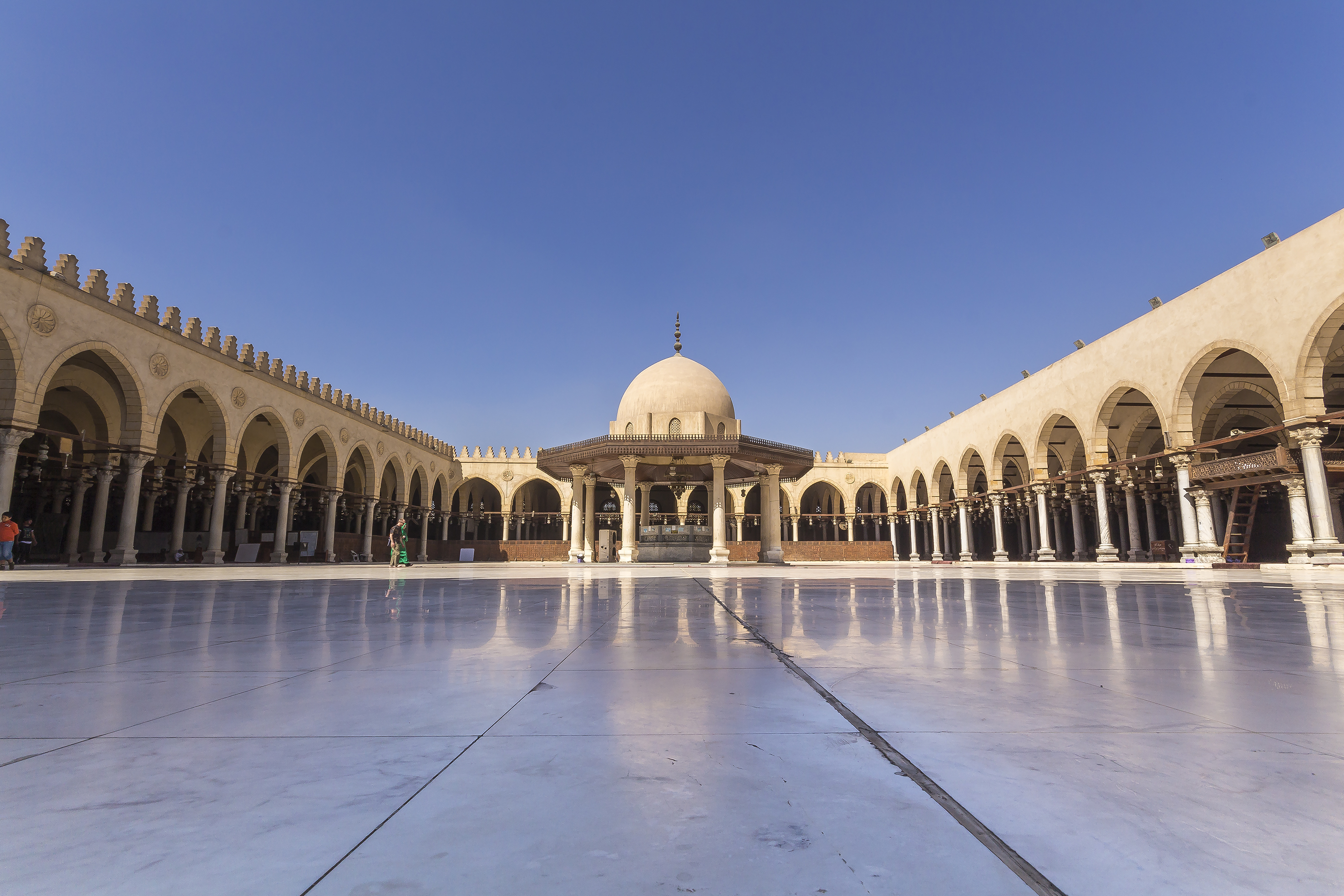
Hof der Moschee mit Brunnenhaus

Die Moschee ist 108 × 116 Meter groß, ihre drei Eingänge und das 32 Meter hohe Minarett befinden sich auf der Westseite. Ein großer Hof (Ṣaḥn) wird auf den Seiten von mehrschiffigen Arkadenhallen (Riwāqs) umschlossen. In der Mitte des Hofes befindet sich das Brunnenhaus, das der Legende nach mit dem heiligen Brunnen Zamzam (Zemzem) in Mekka in Verbindung stehen soll.
Der Hauptmihrab (Gebetsnische) ist eher schlicht gehalten.
Im südöstlichen Iwan befindet sich eine Marmorsäule mit den Inschriften Allahs, Muhammads und des Sultans Sulaiman. Der Legende nach soll Sultan Umar die Säule mit einem Hieb der Peitsche des Propheten von Mekka hierher versetzt haben. In der Nordwestecke befindet sich das Grab von Scheich ʿAbd Allāh (612–684), dem ersten Sohn von ʿAmr ibn al-ʿAs.